# Parco nazionale di Aso Kujū
Il parco nazionale di Aso Kujū (阿蘇くじゅう国立公園?, Aso Kujū Kokuritsu Kōen) è un parco nazionale nelle prefetture di Kumamoto e Ōita, in Giappone. Il parco deriva il suo nome dal monte Aso, il più grande vulcano attivo del Giappone, e dai monti Kujū.

## Storia
Istituito come parco nazionale di Aso nel 1934, nel 1986 dopo l'estensione il parco fu rinominato parco nazionale di Aso Kujū.

## Municipalità collegate
- Kumamoto: Aso, Kikuchi, Minamiaso, Minamioguni, Oguni, Ōzu, Takamori, Ubuyama[3]
- Ōita: Beppu, Kokonoe, Kusu, Taketa, Yufu[3]